# Думуслеу
Думуслеу (рум. Dumuslău) — село у повіті Селаж в Румунії. Входить до складу комуни Карастелек.
Село розташоване на відстані 417 км на північний захід від Бухареста, 33 км на північний захід від Залеу, 94 км на північний захід від Клуж-Напоки.

## Населення
За даними перепису населення 2002 року у селі проживали 98 осіб, усі — румуни. Усі жителі села рідною мовою назвали румунську.